# Simpsonovi (27. řada)
Dvacátá sedmá řada amerického animovaného seriálu Simpsonovi je pokračování dvacáté šesté řady tohoto seriálu. Byla premiérově vysílána na americké televizní stanici Fox od 27. září 2015 do 22. května 2016. Řada má celkem 22 dílů. 
V Česku pak měla premiéru 1. dubna 2016 na stanici Prima Cool. Ta ji vysílala formou několika šestidílných maratonů, a to na apríla v pátek 1. dubna, na Den dětí ve středu 1. června, na konci letních prázdnin ve středu 31. srpna a nakonec na Den české státnosti ve středu 28. září 2016.

## Seznam dílů
| Č. v seriálu | Č. v řadě | Původní název                         | Český název                     | Režie                            | Scénář              | Premiéra v USA     | Premiéra v ČR  | Produkční kód |
| --- | --------- | ------------------------------------- | ------------------------------- | -------------------------------- | ------------------- | ------------------ | -------------- | ------------- |
| 575 | 1         | Every Man's Dream                     | O čem muži sní                  | Matthew Nastuk                   | J. Stewart Burns    | 27. září 2015      | 1. dubna 2016  | TABF14        |
| Homerovi je diagnostikována narkolepsie, důvod, proč v práci spí. Díky tomu začne chodit s lékařkou Candace. |           |                                       |                                 |                                  |                     |                    |                |               |
| 576 | 2         | Cue Detective                         | Málo temný případ               | Timothy Bailey                   | Joel H. Cohen       | 4. října 2015      | 1. dubna 2016  | TABF17        |
| Líza a Bart hledají Homerův ztracený gril, který je ukraden poté, co Homera vyzvou, aby se zúčastnil kuchařské soutěže. |           |                                       |                                 |                                  |                     |                    |                |               |
| 577 | 3         | Puffless                              | Nekuřte, prosím                 | Rob Oliver                       | J. Stewart Burns    | 11. října 2015     | 1. dubna 2016  | TABF19        |
| Poté, co zjistí Patty a Selma, že jejich otec umřel na rakovinu plic přestanou kouřit. Když Selma opět kouřit začne, přestěhuje se Patty k Simpsonovým. |           |                                       |                                 |                                  |                     |                    |                |               |
| 578 | 4         | Halloween of Horror                   | Halloween je horor              | Mike B. Anderson                 | Carolyn Omineová    | 18. října 2015     | 1. dubna 2016  | TABF22        |
| Rodinu Simpsonových napadnou naštvaní prodavači Halloweenské výzdoby, Homer nemůže slavit Halloween, protože Líza má trauma z Halloweenského Krustylandu. |           |                                       |                                 |                                  |                     |                    |                |               |
| 579 | 5         | Treehouse of Horror XXVI              | Speciální čarodějnický díl XXVI | Steven Dean Moore                | Joel H. Cohen       | 25. října 2015     | 1. dubna 2016  | TABF18        |
| Homera náhle postihne výpadek krátkodobé paměti. Bart, Líza a Milhouse jsou po incidentu s radiací obdařeni superschopnostmi a Levák Bob konečně zabije Barta. |           |                                       |                                 |                                  |                     |                    |                |               |
| 580 | 6         | Friend with Benefit                   | Kamarádka s výhodami            | Matthew Faughnan                 | Rob LaZebnik        | 8. listopadu 2015  | 1. dubna 2016  | TABF21        |
| Líza se skamarádí se zámožnou dívkou Harper, jejíž otec se skamarádí s Homerem, Lízu ale znepokojuje chování Harpřina otce. |           |                                       |                                 |                                  |                     |                    |                |               |
| 581 | 7         | Lisa with an 'S'                      | Líza dobývá svět                | Bob Anderson                     | Stephanie Gillisová | 22. listopadu 2015 | 1. června 2016 | TABF20        |
| Homer v pokeru prohraje 5000 dolarů, které ale nemá, a tak zastaví Lízu hvězdě z Broadwaye, aby splatil svůj dluh. Později si s Marge ale uvědomí jak velkou chybu udělal a vydají se pro Lízu do New Yorku. |           |                                       |                                 |                                  |                     |                    |                |               |
| 582 | 8         | Paths of Glory                        | Cesta ke slávě                  | Steven Dean Moore                | Michael Ferris      | 6. prosince 2015   | 1. června 2016 | VABF01        |
| Líza se při snaze o zlepšení reputace první Springfieldské vynálezkyně ocitne v psychiatrické léčebně, kde s Bartem hledají její zápisník. Ten však najde Bart a předstírá, že je to jeho zápisník jakožto pacienta léčebny. Podle testu je Bart sociopat a rodiče odvezou Barta do ústavu.                                                      |           |                                       |                                 |                                  |                     |                    |                |               |
| 583 | 9         | Barthood                              | Bartovo chlapectví              | Rob Oliver                       | Dan Greaney         | 13. prosince 2015  | 1. června 2016 | VABF02        |
| Parodie na film Chlapectví ukazující flashbacky a flashforwardy z Bartova života. |           |                                       |                                 |                                  |                     |                    |                |               |
| 584 | 10        | The Girl Code                         | Dívčí kód                       | Chris Clements                   | Rob LaZebnik        | 3. ledna 2016      | 1. června 2016 | VABF03        |
| Marge na Facebooku zveřejní fotku, jak se Homerovi roztéká zmrzlina a nazve to: „Roztavení v jaderné elektrárně“. Homer za to bude vyhozen z práce. Nastoupí do řecké restaurace jako umývač nádobí a stane se z něj Řek. Líza se rozhodne vymyslet aplikaci, která varuje lidi před tím, co se stane, když něco na Facebooku špatného provedou. |           |                                       |                                 |                                  |                     |                    |                |               |
| 585 | 11        | Teenage Mutant Milk-Caused Hurdles    | Mléčné mutageny                 | Timothy Bailey                   | Joel H. Cohen       | 10. ledna 2016     | 1. června 2016 | VABF04        |
| Do Springfieldské základní školy nastoupí nová učitelka, Carol Berrerová. Bart se do ní zamiluje. Dokonce mu naroste knír. Jenže Skinner paní Berreru také miluje. Kvůli akné se začne Líza malovat – stává se velmi oblíbenou. |           |                                       |                                 |                                  |                     |                    |                |               |
| 586 | 12        | Much Apu About Something              | Kwik-E-Mart: Znovuzrození       | Bob Anderson                     | Michael Price       | 17. ledna 2016     | 1. června 2016 | VABF05        |
| Kwik-E-markt je zbořen Bartovou vinou, krám opraví synovec Apua a z nezdravého obchodu se stává moderní ekoobchod. Bart nesmí udělat žádnou rošťárnu – Milhouse je nyní rošťák města. Nebo může Bartova rošťárna pomoct Apuovi aby měl zase svůj Kwik-E-Mart?                                                                                    |           |                                       |                                 |                                  |                     |                    |                |               |
| 587 | 13        | Love Is in the N2-O2-Ar-CO2-Ne-He-CH4 | Láska je chemie                 | Mark Kirkland                    | John Frink          | 14. února 2016     | 31. srpna 2016 | VABF07        |
| Profesor Frink má problém najít si holku a to na svatého Valentýna. Mezitím děda Simpson ve svých představách tančí se svojí mrtvou ženou Monou Simpsonovou, kvůli čemuž žije v minulosti. |           |                                       |                                 |                                  |                     |                    |                |               |
| 588 | 14        | Gal of Constant Sorrow                | Věčně smutná dáma               | Matthew Nastuk                   | Carolyn Omineová    | 21. února 2016     | 31. srpna 2016 | VABF06        |
| Bart ubytuje talentovanou zpěvačku. Mezitím Homer omylem zazdí kočku a když ji osvobodí, zazdí pro změnu psa. |           |                                       |                                 |                                  |                     |                    |                |               |
| 589 | 15        | Lisa the Veterinarian                 | Veterinářka Líza                | Steven Dean Moore                | Dan Vebber          | 6. března 2016     | 31. srpna 2016 | VABF08        |
| Líza v akvaparku zachrání mývala a začne pracovat u veterináře jako stážistka. Mezitím si Marge vydělává úklidem míst zločinu. Líza se rovněž měla přes prázdniny postarat o křečka Nibblese a protože se mu dostatečně nevěnovala, je ve velkém stresu, díky čemuž zemře.                                                                       |           |                                       |                                 |                                  |                     |                    |                |               |
| 590 | 16        | The Marge-ian Chronicles              | Vzhůru na Mars                  | Matthew Faughnan, Chris Clements | Brian Kelley        | 13. března 2016    | 31. srpna 2016 | VABF09        |
| Homer si pořídí slepice, aby Flandersovi ukradl nápad. Když je už pak nepotřebují, přivezou je společnosti NASA a Líza se začne zajímat o let na Mars. Jenže Marge nechce o letu na Mars ani slyšet. |           |                                       |                                 |                                  |                     |                    |                |               |
| 591 | 17        | The Burns Cage                        | Burnsova klec                   | Rob Oliver                       | Rob LaZebnik        | 3. dubna 2016      | 31. srpna 2016 | VABF10        |
| Burns a Smithers se tak trochu pohádají a Smithers potřebuje nového nejlepšího přítele. Mezitím ve Springfieldské základce hrají představení Casablanca a Líza nechce hrát s Milhousem, protože nemá talent. |           |                                       |                                 |                                  |                     |                    |                |               |
| 592 | 18        | How Lisa Got Her Marge Back           | Nevinný výlet                   | Bob Anderson                     | Jeff Martin         | 10. dubna 2016     | 28. září 2016  | VABF11        |
| Marge omylem řekne, že nemá ráda Jazz a to Líze hodně ublíží. Jedou na výlet, který je má udobřit. Bart si mezitím hraje s Maggie a zneužívá ji na svoje vtípky. |           |                                       |                                 |                                  |                     |                    |                |               |
| 593 | 19        | Fland Canyon                          | Dovolená s Flandersem           | Matthew Nastuk                   | J. Stewart Burns    | 24. dubna 2016     | 28. září 2016  | VABF12        |
| Homer vypráví Maggie o dovolené, na které byli s Flandersem před dvěma lety v Grand Canyonu. |           |                                       |                                 |                                  |                     |                    |                |               |
| 594 | 20        | To Courier with Love                  | Nebezpečná zásilka              | Timothy Bailey                   | Bill Odenkirk       | 8. května 2016     | 28. září 2016  | VABF14        |
| Homer omylem prodá staré auto ze své garáže (kterého si tam nikdy nevšiml) jenže neví, že není jeho, takže na výdělek nemá nárok. Slíbil však Marge životní dovolenou kam si zamane a ona by chtěla do Paříže. Jak to Homer asi vyřeší? |           |                                       |                                 |                                  |                     |                    |                |               |
| 595 | 21        | Simprovised                           | Homer improvizuje               | Matthew Nastuk                   | John Frink          | 15. května 2016    | 28. září 2016  | VABF13        |
| Homer se musí naučit improvizovat. Bart dostane od Marge lepší bunkr na stromě, než jaký má. Jenže ji za něj není vděčný. Na konci dílu Homer improvizovaně odpovídá na dotazy fanoušků, ale jen v originálním znění. |           |                                       |                                 |                                  |                     |                    |                |               |
| 596 | 22        | Orange Is the New Yellow              | Ve vězení dobře, doma nejlíp    | Chris Clements                   | Eric Horsted        | 22. května 2016    | 28. září 2016  | VABF15        |
| Marge zavřou, neboť pustila Barta samotného do parku. Homer zařídí, aby ji pustili dřív. Marge se však nechce, neboť si může odpočinout od domácích prací. Nakonec ji Homer osvobodí a děti jsou rády, že je máma zpátky. |           |                                       |                                 |                                  |                     |                    |                |               |

## Zajímavosti
- Dne 28. října 2014 oznámil Al Jean na Twitteru, že Simpsonovi s jistotou neskončí v květnu 2015.[1] De facto tak oznámil přípravu 27. řady.
- Tamtéž Al Jean 16. ledna 2015 ohlásil, že by se ve speciálním čarodějnickém dílu této řady měl vyskytnout Kelsey Grammer, který v seriálu dabuje postavu Leváka Boba.[2]
- V této řadě se objevily hvězdy jako Kristen Bellová, Chris O'Dowd, David Copperfield, Lena Dunham, Kelsey Grammer, ale také Carl Zealer, který vyhrál soutěž o ztvárnění své osoby do seriálu.[3]
- V dílu Málo temný případ Homer pronikne do podzemního světa grilování. Díl napsal Joel H. Cohen a režíroval Timothy Bailey.[4][5][6]
- Spidervepř z filmu Simpsonovi ve filmu se vrací v díle Nekuřte, prosím.[7]
- Halloween je horor je halloweensky tematický díl, ale na rozdíl od Speciálních čarodějnických dílů je dějově součástí hlavní řady. Napsala jej Carolyn Omineová a režíroval Mike B. Anderson.[8][9]